# 雍雅軒

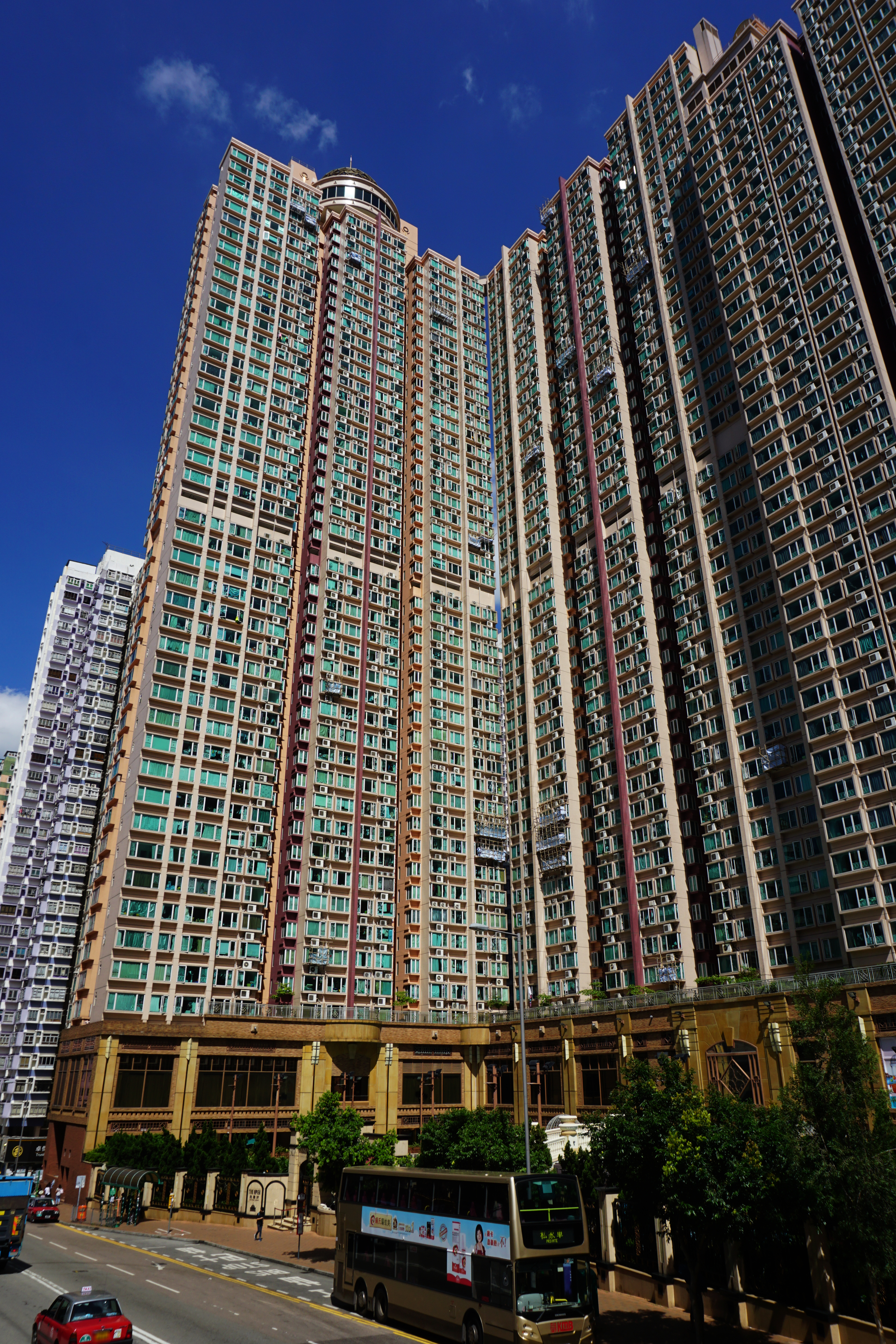
雍雅軒

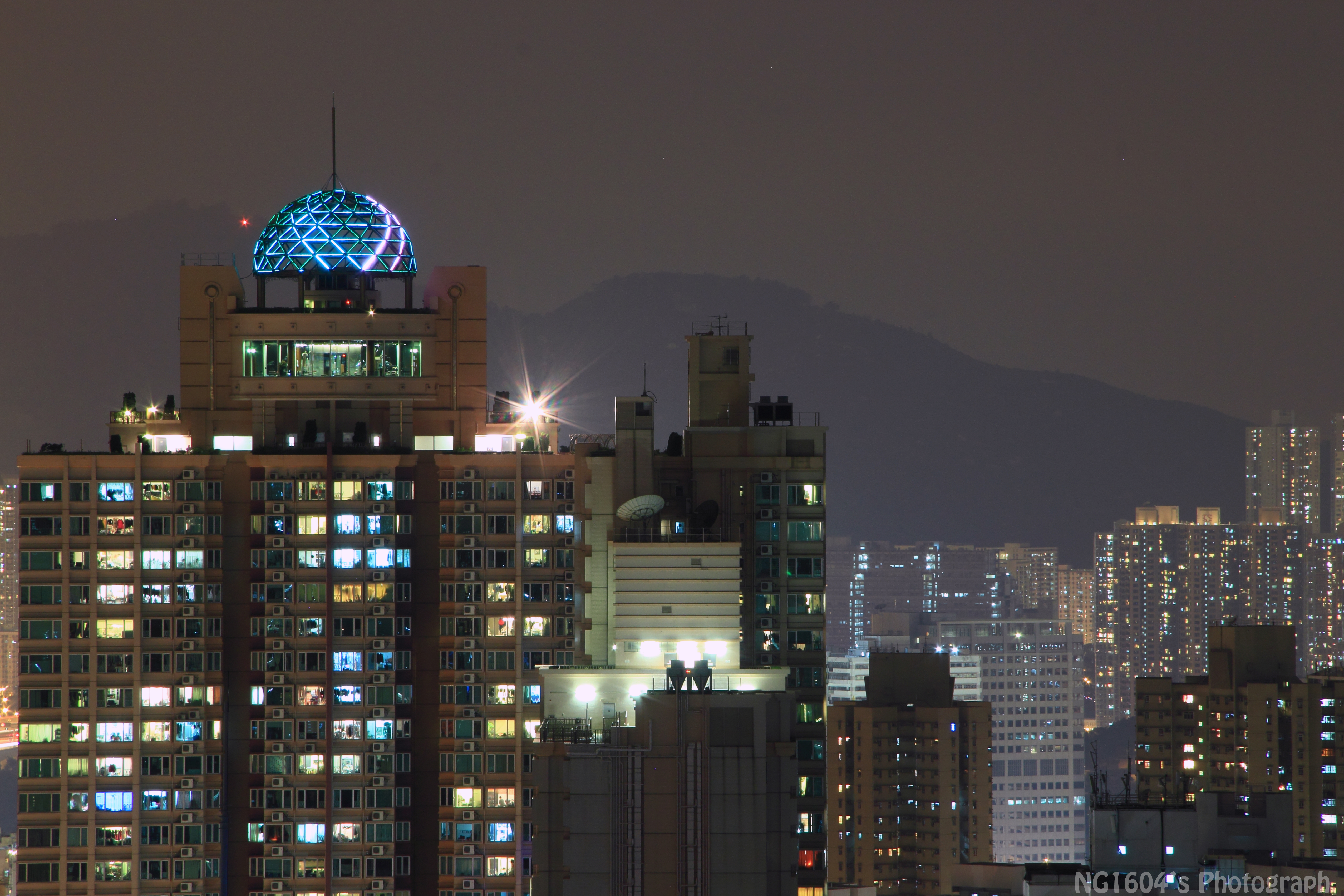
夜間時半球形燈飾之外貌

雍雅軒（又稱作都會天峯），興建期間被稱為「漾澄軒」，是長實集團一個位於香港新界葵涌和宜合道33號的私人住宅樓盤，已於2007年7月入伙。

## 樓盤資料
整個樓盤建築物共分為兩座，各自樓高50層，合共有924個住宅單位，建築面積介乎在607平方呎至997平方呎之間；雍雅軒有24小時住客會所、游泳池、健身室及停車場等設施。雍雅軒的主要特徵是有一個半球形的鋼結構光燈圓頂，位於其第一座樓頂的「旋轉空中會所」之上。

## 名稱兩度更名
該樓盤項目在興建時，以「漾澄軒（Golden Horizon）」為長實發展項目及該樓盤本身的名稱；及至2006年3月，發展商長實在推出樓花發售前把「漾澄軒」更名為「雍雅軒（The Apex）」推出市場發售，但雍雅軒37樓以上的「貨尾」合共有約有400個物業單位。發展商長實為了增加這批「貨尾」單位的吸引力，因而把雍雅軒的中文名稱加冠為「都會天峯」推出市場；2006年9月，發展商趁樓市好景，再推出市場出售，並以超長付款辦法作賣點（見下文#樓價風波）。此可稱謂香港一手樓的推銷手法之一二；再者，以「都會天峯」為名在報章上刊登的樓盤廣告上並沒有提及「都會天峯」即是等於「雍雅軒」，不過行內人士看清此樓盤的地址和英文名字後就可以意會兩者的關係是同屬一個樓盤項目。

## 樓價風波
2006年年初，長實把雍雅軒以樓花推出市場出售，但出售期間沒有向買家提供全面樓價資料的情況下，賣買雙方則簽署臨時賣買合約；時任長實營業經理的梁焯鏗在該樓盤推售樓花期間表示「雍雅軒樓價不會再推優惠」以及在短期之內「將加價3%至5%」；但在出售樓花半年後，長實推出較出售樓花時更平的優惠價（減價16%）出售，而舊買家 是毫不知情，並覺得被人誤導樓盤的價格，因而質疑建築發展商長實以及有關的地產代理經紀是否真的誤導他們，因此一群不滿的小業主向香港地產建設商會及地產代理監管局投訴 長實及有關地產代理公司；及後，長實發言人指出樓價會因時價及市價而定，並表示雍雅軒的樓價是在同一個水平，並無任何誤導任何業主的成份。

## 廣告風波
2006年長實出售雍雅軒時，在電視廣告宣傳其處於九龍區，結果被廣播事務管理局發出勸喻，指廣告誤導及不正確。

## 工業意外
2005年7月7日，雍雅軒地盤一個天秤折斷倒塌，操作室內的工人拋出死亡。
2014年6月13日，有工人在2座大堂門外，被塌下來的玻璃門壓至重傷。

## 鄰近建築
- 香港道教聯合會圓玄學院第一中學
- 太平洋聯合物流有限公司(葵涌A倉)
- 裕華貨倉大廈
- 雍澄軒
- 和宜合道多層停車場
- 寶星中心D座
- 寶星廣場
- 石籬邨
- 義利第五貨倉
- 建興工業大廈
- 有利工業貨倉大廈
- 大隴街遊樂場

## 外部連結
- 長江實業: The Apex 雍雅軒
- 平面圖[]
- 景觀相[]
- 香港地方: 葵涌和宜合道「雍雅軒」，前身是香島印染廠重建地盤 （页面存档备份，存于）
- 雍雅軒討論區
- 雍雅軒另一個討論區